# هيرنان مدريد
هيرنان مدريد هو لاعب كرة قدم ومدرب كرة قدم تشيلي في مركز قلب الدفاع، ولد في 2 أبريل 1981 في تشيلي. شارك مع منتخب فلسطين لكرة القدم. أما مع النوادي، فقد لعب مع نادي أونيفرسيداد كاتوليكا وهواتشيباتو.

## وصلات خارجية
- هيرنان مدريد على موقع الاتحاد الدولي (مؤرشف)  (الإنجليزية)
- هيرنان مدريد على موقع ناشيونال فوتبول تيمز (الإنجليزية)